# Rhene nigrita
Rhene nigrita är en spindelart som först beskrevs av Koch C.L. 1848 [1846.  Rhene nigrita ingår i släktet Rhene och familjen hoppspindlar. Inga underarter finns listade i Catalogue of Life.